# Ясень согдийский
Я́сень согди́йский, или Я́сень согдиа́нский (лат. Fraxinus sogdiana) — дерево, вид рода Ясень (Fraxinus) семейства Маслиновые (Oleaceae).

## Ботаническое описание
Ясень согдийский представляет собой дерево высотой около десяти метров. Крона с приподнятыми кверху ветвями, удлинённо-яйцевидной или шаровидной формы. Побеги коричневатые или буро-серые, толстые, узловатые. Ветви коричневого или красновато-коричневого цвета, сравнительно тонкие. Почки бурого или черновато-бурого цвета, коротко опушенные.
Листья на плодовых ветвях расположены в мутовках по три штуки, на фертильных ветвях — супротивно, с 3—5 (иногда 6) парами листочков, с низбегающей на черешочки пластинкой. Черешочек длиной 4—10 миллиметров. Листочки голые, округлой, яйцевидной или ланцетной формы (иногда могут быть даже узко-ланцетные); края неправильно-зубчатые или надрезанно-зубчатые; длина листочка 2—5 сантиметров, ширина 1—4 см; главный стержень листа в верхней части сплющенный, слабо крылатый.
Соцветие боковое, без листьев, из пазух прошлогодних листьев выходят короткие кисти. Цветки расположены в мутовках по 2—3 цветка, чашечка и венчик отсутствуют. Тычинок 2.
Крылатка узкая, ланцетной формы, верхушка заострённая или округлённая, длиной 3—5 см, шириной 0,5—0,8 см, с остающимся рыльцем. Орешек длиной чуть меньше половины длины крылатки. Цветение согдийского ясеня происходит в июне месяце. Плодоносит растение в августе. Число хромосом 2n = 46.
Вид описан с реки Или, Каратау. Тип в Москве.

## Экология и распространение
Произрастает в долинах рек, пойменных лесах или на склонах гор. Распространён в Казахстане, Киргизии, Таджикистане, Узбекистане и Китае.

## Классификация
Вид Ясень согдийский (Fraxinus sogdiana) входит в род Ясень (Fraxinus) семейство Маслиновые (Oleaceae).
|  |                  |  |                     |                          |                        |  | ещё 45 порядков покрытосеменных (согласно Системе APG II) | ещё 45 порядков покрытосеменных (согласно Системе APG II) |                                            |  |  |  | ещё 24 рода  | ещё 24 рода          |  |  |
|  |                  |  |                     |                          |                        |  | ещё 45 порядков покрытосеменных (согласно Системе APG II) | ещё 45 порядков покрытосеменных (согласно Системе APG II) |                                            |  |  |  | ещё 24 рода  | ещё 24 рода          |  |  |
|  |                  |  |                     | отдел Цветковые растения |                        |  |                                                           |                                                           | семейство Маслиновые                       |  |  |  |              | вид Ясень согдийский |  |  |
|  |                  |  |                     | отдел Цветковые растения |                        |  |                                                           |                                                           | семейство Маслиновые                       |  |  |  |              | вид Ясень согдийский |  |  |
|  | царство Растения |  |                     |                          | порядок Ясноткоцветные |  |                                                           |                                                           | род Ясень                                  |  |  |  |              |                      |  |  |
|  | царство Растения |  |                     |                          |                        |  |                                                           |                                                           |                                            |  |  |  |              |                      |  |  |
|  |                  |  | ещё около 21 отдела | ещё около 21 отдела      |                        |  |                                                           | ещё 21 семейство (согласно Системе APG II)                | ещё 21 семейство (согласно Системе APG II) |  |  |  | ещё 50 видов |                      |  |  |
|  |                  |  |                     | ещё около 21 отдела      |                        |  |                                                           |                                                           | ещё 21 семейство (согласно Системе APG II) |  |  |  |              |                      |  |  |